# Jakob Ellemann-Jensen
Jakob Ellemann-Jensen (Hørsholm, 25 de septiembre de 1973) es un político danés que fue presidente del partido Venstre desde septiembre de 2019 hasta octubre de 2023. Miembro del Parlamento danés por Venstre desde las elecciones parlamentarias de 2011, fue Ministro de Medio Ambiente y Alimentación del 2 de mayo de 2018 al 27 de junio de 2019, portavoz de asuntos políticos de Venstre de 2015 a 2018 y nuevamente entre agosto y septiembre de 2019.
Además, ha sido miembro del Folketing en representación de su partido en la circunscripción de Østjylland desde el 18 de junio de 2015.

## Primeros años y carrera
Ellemann-Jensen nació el 25 de septiembre de 1973 en Hørsholm, que se encuentra aproximadamente a 25 km al norte de Copenhague. Es hijo del exministro de Relaciones Exteriores Uffe Ellemann-Jensen y de la exeditora en jefe Alice Vestergaard.
Ellemann-Jensen se graduó de la Escuela de N. Zahle en 1992 y luego completó su licenciatura en la Escuela de Negocios de Copenhague en 1999, así como su maestría en 2002 en la misma institución. De 2000 a 2002, trabajó como asesor legal para PricewaterhouseCoopers y de 2002 a 2005 como abogado en IBM Dinamarca, donde más tarde se convirtió en jefe del departamento de contratos y negociación. De 2007 a 2011, trabajó como abogado corporativo para GN Store Nord.

## Carrera política
Ellemann-Jensen fue elegido por primera vez al parlamento en las elecciones de 2011, recibiendo 7.786 votos. Fue reelegido en las elecciones de 2015 con 8.678 votos. Después de las elecciones, Venstre se convirtió en el partido de gobierno y el líder del partido, Lars Løkke Rasmussen, se convirtió en primer ministro. Durante el mandato, Venstre se unió a una coalición con el Partido Popular Conservador y la Alianza Liberal. En este gobierno, Ellemann-Jensen se convirtió en el nuevo ministro de Medio Ambiente y Alimentación, después de un escándalo que involucró al exministro Esben Lunde-Larsen.
Ellemann-Jensen fue elegido nuevamente en las elecciones parlamentarias de 2019, recibiendo 19.388 votos. Luego de que Lars Løkke Rasmussen se retirara como líder del partido de Venstre tras las elecciones, el partido eligió a Ellemann-Jensen como su nuevo líder.

## Otras actividades
- Comisión Trilateral, Miembro del Grupo Europeo.[11]